# Alexandrine zu Mecklenburg

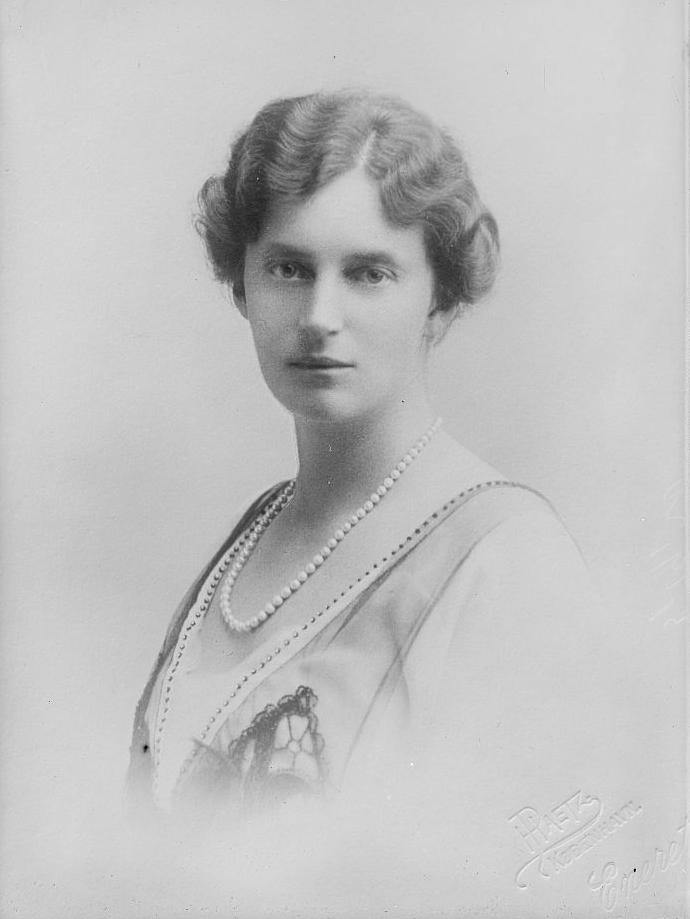
Königin Alexandrine

Alexandrine Auguste, Herzogin zu Mecklenburg [-Schwerin] (* 24. Dezember 1879 in Schwerin; † 28. Dezember 1952 in Kopenhagen) war durch Heirat Kronprinzessin und von 1912 bis 1947 Königin von Dänemark sowie von 1918 bis 1944 auch  Königin von Island.

## Herkunft und Bildung

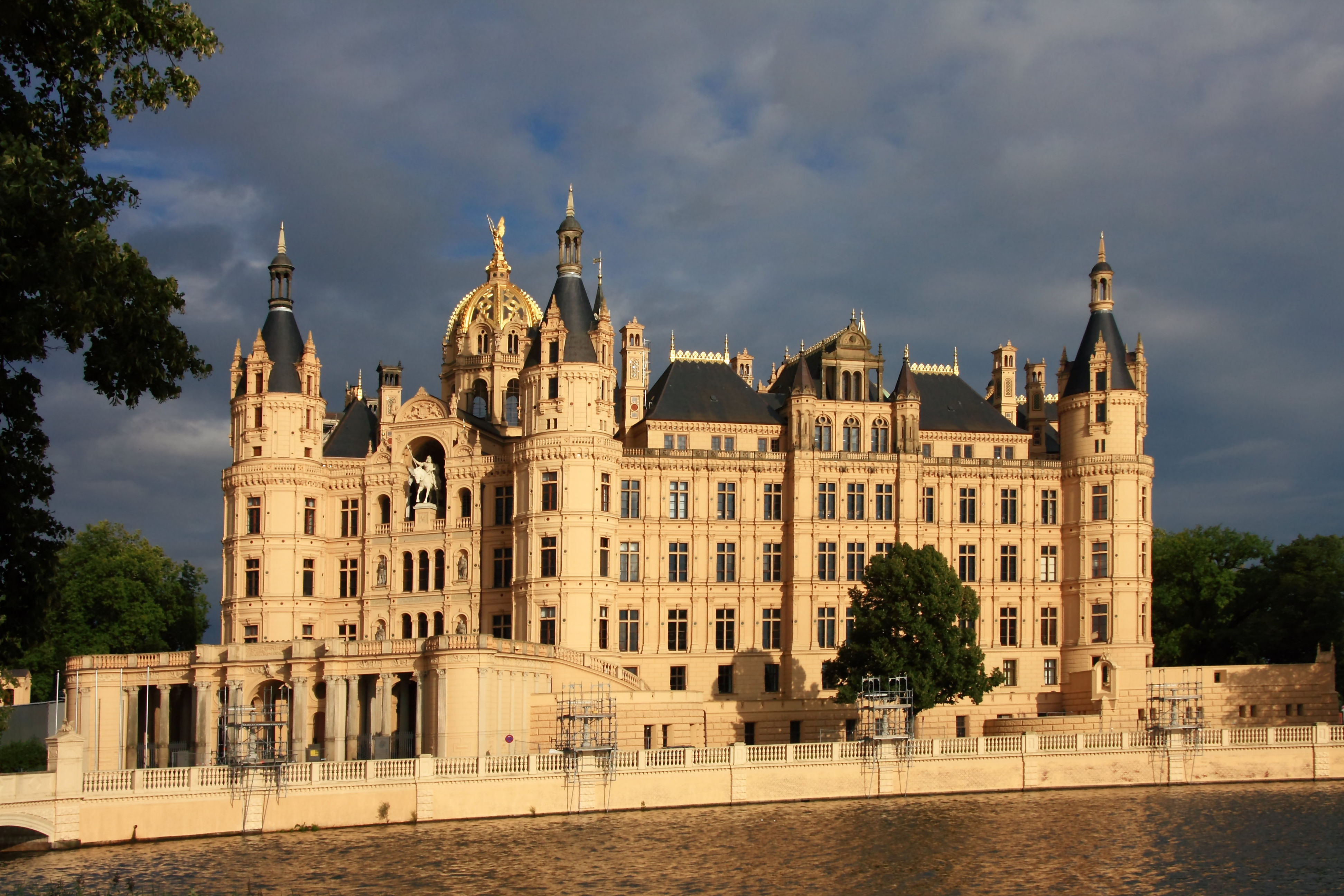
Alexandrines Elternhaus, das Schweriner Schloss

Alexandrine war die älteste Tochter des Großherzogs Friedrich Franz III. von Mecklenburg-Schwerin (1851–1897) und dessen Ehefrau, der Großfürstin Anastasia Michailowna Romanowa (1860–1922), sowie eine Urenkelin des russischen Zaren Nikolaus I.
Alexandrine wuchs zusammen mit ihren Geschwistern Friedrich Franz und Cecilie im Schweriner Schloss auf. Wegen des schlechten Gesundheitszustandes ihres Vaters hielt sich die Familie jedoch einen Großteil des Jahres in Italien und vor allem im französischen Cannes auf. Auch in Russland, dem Heimatland ihrer Mutter, verbrachte Alexandrine regelmäßig Zeit.
Alexandrine erhielt eine umfassende Bildung. Neben Deutsch und Russisch, den Muttersprachen ihrer Eltern, sprach sie sehr gut Französisch und Englisch. Alexandrine war sehr musikalisch und eine ausgezeichnete Pianistin. In ihrer Erziehung spielte außerdem Sport eine große Rolle: sie lernte unter anderem Tennis, Golf, Rudern und Segeln.

## Ehe und Nachkommen

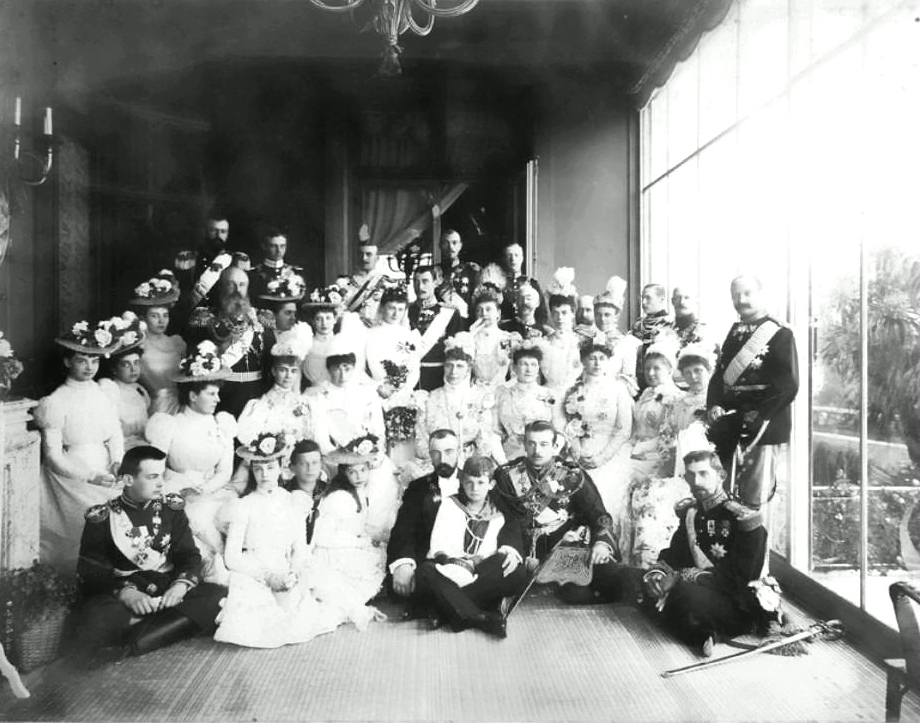
Kronprinz Christian von Dänemark und Alexandrine zu Mecklenburg-Schwerin, Hochzeit in Cannes am 26. April 1898

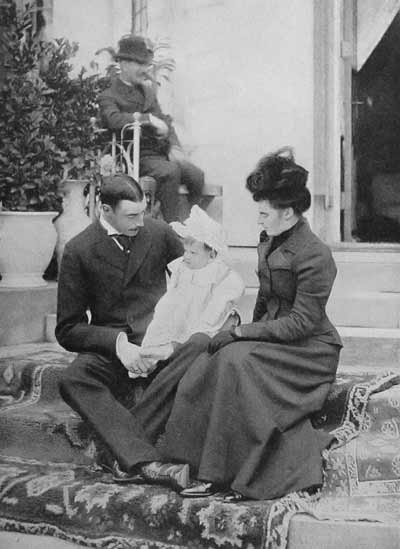
Kronprinzenpaar mit Sohn Frederik, 1900

Am 26. April 1898 heiratete sie in Cannes den dänischen Kronprinzen Christian (X.) (1870–1947) aus dem Hause Glücksburg, den ältesten Sohn von König Frederik VIII. und Prinzessin Louise von Schweden-Norwegen. Aus der Ehe, die allen Berichten zufolge als harmonisch galt, gingen zwei Söhne hervor:
- Frederik (IX.) (1899–1972)

⚭ 1935 Prinzessin Ingrid von Schweden (1910–2000)
- Knud Christian (1900–1976)

⚭ 1933 Prinzessin Caroline Mathilde von Dänemark (1912–1995)
Ihre Enkelkinder sind die bis zu ihrer Abdankung am 14. Januar 2024 regierende dänische Königin Margrethe II., die ehemalige griechische Königin Anne-Marie, Prinzessin Benedikte zu Sayn-Wittgenstein-Berleburg, Prinzessin Elisabeth zu Dänemark, Ingolf Graf von Rosenborg sowie Christian Graf von Rosenborg († 2013). Ihr Urenkel ist der regierende dänische König Frederik X.

## Königin
Alexandrine wurde 1912 Königin. Sie füllte ihre repräsentative Rolle voll aus. Gemeinsam mit ihrem Mann unternahm sie Reisen in alle dänischen Landesteile und besuchte auch die dänischen Außengebiete Grönland, Island und die Färöer. Die bis heute stattfindende jährliche Dänemark-Rundreise der Königsfamilie auf der Yacht Dannebrog wurde von Christian X. und Alexandrine begründet. Alexandrine taufte das Schiff 1931.
Es gibt keinen Hinweis darauf, dass Alexandrine je politischen Einfluss gesucht hat. Ihr Wirken konzentrierte sich auf die damals schon lange üblichen Bereiche der Wohltätigkeitsarbeit. Hierfür zeigte sie großes Interesse und nahm lebendig Anteil. Ihre Begeisterung für Musik zeigte sie als Schirmherrin der Musikforeningen i Köbenhavn und der Danske Richard Wagner-Forening.
In den Ferien hielt sich das Königspaar oft in Cannes auf und besuchte außerdem häufig andere europäische Fürstenhäuser, zu denen sie viele verwandtschaftliche Verbindungen hatten.
Während der deutschen Besatzung im Zweiten Weltkrieg wurde die Königsfamilie zu einem nationalen Symbol, und Alexandrine zeigte sich uneingeschränkt loyal. Die Bevölkerung begegnete Alexandrine in der Zeit danach deshalb mit besonderer Herzlichkeit.
Die Dronning Alexandrines Bro ist nach ihr benannt.

## Residenzen

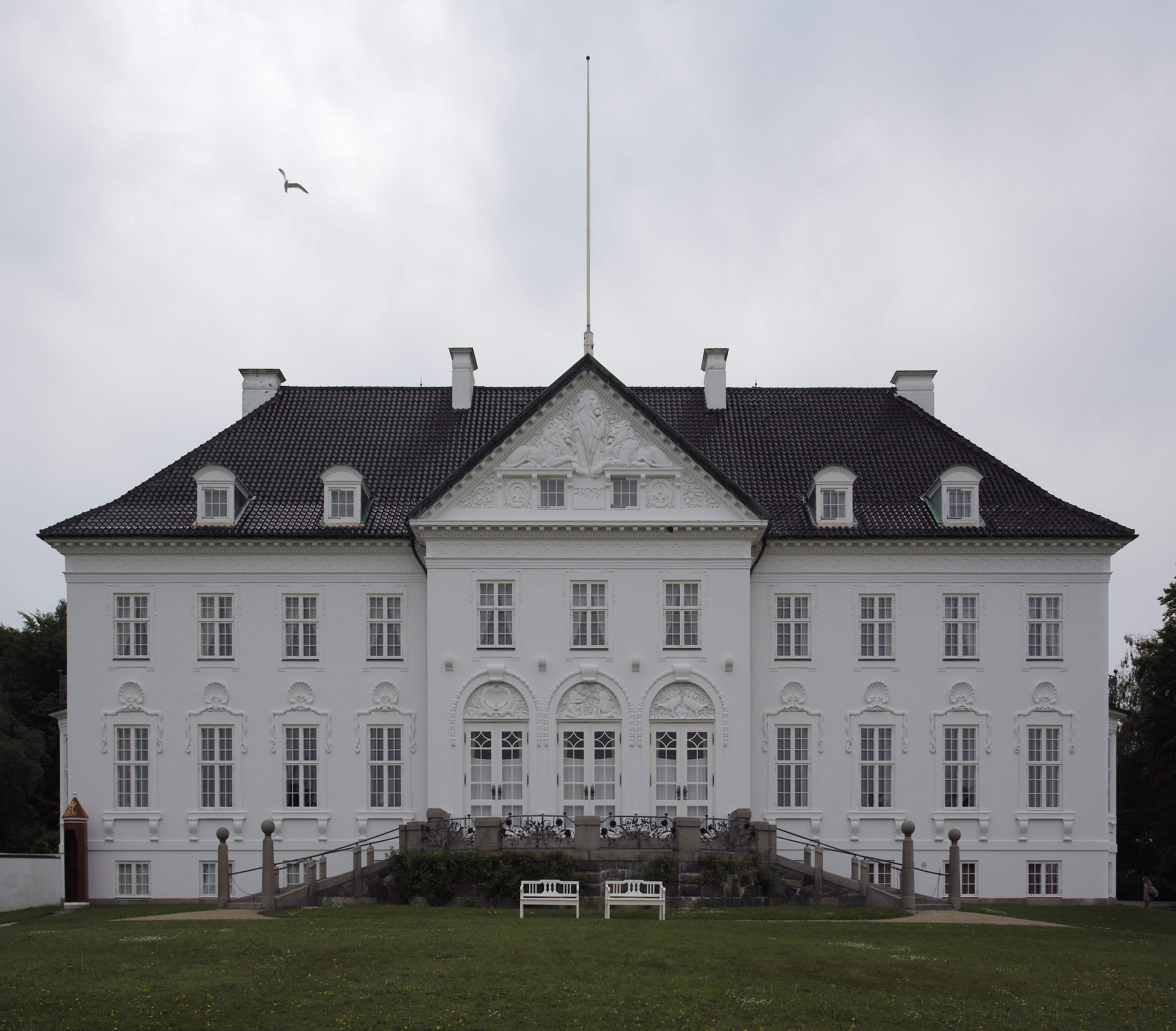
Schloss Marselisborg in Aarhus

Schloss Amalienborg diente Alexandrine und Christian X. als Kopenhagener Residenz. Viel Zeit verbrachten sie außerdem auf Schloss Sorgenfri in Lyngby bei Kopenhagen. Hier kamen auch ihre beiden Söhne zur Welt. Einer ihrer Enkel, Graf Christian von Rosenborg, lebte bis zu seinem Tod im Jahr 2013 in einem der Gebäude der Schlossanlage.
Weitere Residenzen lagen in Jütland: In Aarhus stand ihnen Schloss Marselisborg zur Verfügung, das nach ihrer Hochzeit 1898 von Kampmann im nationalromantischen Stil 1899–1902 erbaut worden war und als Sommerresidenz der Königin Margrethe II. diente.
In Skagen ließen sie 1913–1914 von Plesner das kleine malerische Schloss Klitgården errichten, das später von ihrem Sohn Knud, dessen Frau Calma und ihren Kindern Elisabeth, Ingolf und Christian genutzt und 1997 an den Klitgaarden Fonden verkauft und als Künstlerresidenz renoviert wurde.

## Späte Jahre
Als der König 1947 starb, behielt Alexandrine als erste in der dänischen Geschichte ihren Titel als Königin und musste sich nicht als Königinwitwe bezeichnen, wie es der bisherigen Etikette entsprochen hätte. Alexandrine hielt sich in ihren späten Jahren immer länger auf Schloss Marselisborg in Jütland auf. Sie blieb bis zu ihrem Lebensende sehr aktiv und setzte ihre Arbeit als Schirmherrin und ihr wohltätiges Engagement fort; außerdem war sie eine eifrige Golfspielerin und Fotografin und fertigte hervorragende Handarbeiten an.
Königin Alexandrine starb am 28. Dezember 1952 nach längerer Krankheit und wurde am traditionellen Begräbnisort der königlichen Familie im Dom von Roskilde bestattet.